# Poliandria
Poliandria (z stgr. πολύς polys – „liczny” oraz ἀνήρ aner, dopełniacz ἀνδρός andros – „mężczyzna”), wielomęstwo – forma poligamii, kiedy jedna kobieta ma kilku mężów jednocześnie. Poliandria jest znacznie rzadsza niż poligynia.
Kultury poliandryczne należą do wyjątków, choć jest (i było) ich w sumie więcej niż się zwykle sądzi (wielu uznanych antropologów, takich jak na przykład Peter Murdock, w swoich pracach wymienia zaledwie po kilka społeczeństw poliandrycznych). Wielomęstwo dotyczy przede wszystkim marginalizowanych grup społecznych.
Liczba współmężów związków poliandrycznych nie osiąga liczby kobiet spotykanych w najliczniejszych związkach poligynicznych.

## Odmiany poliandrii
Wyróżnia się w ogólności:
- poliandrię matrycentryczną – dziedziczenie majątku przekazywane jest z matki na dzieci (a nie z ojców na dzieci), również przez matkę przekazywane jest dzieciom nazwisko, kobieta wyszukuje sobie kandydatów na mężów (a przynajmniej jednego z mężów), małżeństwo jest zawierane z jej inicjatywy, po zawarciu małżeństwa nie ona przenosi się do domostwa mężów, ale to oni przenoszą się do jej domostwa, w każdej chwili może wziąć rozwód z jednym lub ze wszystkimi mężami
- poliandrię patrycentryczną – kobieta nie ma własności (poza osobistą), przenosi się do domostwa mężów, mąż przejmuje inicjatywę w wyborze drugiego lub kolejnego męża i występują kolejne elementy przeciwstawne tym podanym dla poliandrii matrycentrycznej.

Istnieją też klasyfikacje szczegółowe:
- poliandria jako typ małżeństwa preferowany wyjściowo (na przykład przychodzi ona na myśl niejako automatycznie: mity, wierzenia i religie zawierają wątki poliandryczne)
- poliandria towarzyszy innym formom małżeńskim.

Poliandria jako forma małżeńska, we wszystkich społecznościach, w których jest spotykana nigdy nie występuje samodzielnie, ale uzupełnia inne formy małżeńskie. Wyróżnia się zatem:
- poliandrię jaką formę dominującą
- poliandrię jaką formę równie częstą (jak inne formy)
- poliandrię jaką formę mniejszościową.

Zamieszkiwanie wszystkich małżonków razem nie jest powszechne, w części znanych kultur jedynie jeden z mężów zamieszkuje z kobietą. Z uwagi na miejsce zamieszkania małżeństwa poliandrycznego wyróżnia się:
- poliandrię rezydentalną
- poliandrię nierezydentalną przy czym kobieta mieszka z mężem głównym, mężowie drugorzędni tylko ją odwiedzają lub są odwiedzani
- poliandrię nierezydentalną przy czym kobieta zamieszkuje na zmianę u swoich mężów.

Najczęściej spotykana jest poliandria braci posiadających wspólną żonę, choć w plemionach eskimoskich krewni nie mogą się żenić z tą samą kobietą. Z uwagi na pokrewieństwo można stworzyć dość złożony podział i wyróżnić:
- poliandrię z mężczyznami ze sobą spokrewnionymi (braćmi – jest to tzw. poliandria braterska, fratogamia znana też jako poliandria adelficzna lub klasyczna – półbraćmi, kuzynami)
  - wszyscy bracia zostają mężami naraz
  - starszy brat zaprasza do małżeństwa młodszego brata – słabszego, który nie ma jeszcze zasobów
  - starszy brat, zbyt słaby by samodzielnie utrzymywać rodzinę (i czasami już podstarzały) zaprasza do małżeństwa młodszego brata by ten mu pomógł
  - związek jednej kobiety z mężczyzną i jego biologicznym synem lub jego synami (zob. też snochactwo)
- poliandrię z mężczyznami niespokrewnionymi (w tym z braćmi klasyfikacyjnymi czyli z mężczyznami tego samego pokolenia – i z braćmi fikcyjnymi czyli mężczyznami zażyłymi choć niespokrewnionymi)
- poliandrię mieszaną (z mężczyznami spokrewnionymi i niespokrewnionymi pomiędzy sobą).

W części kultur wszyscy mężowie mają równe prawa, co określa się terminem poliandria symetryczna w części jeden z nich jest ważniejszy (poliandria asymetryczna).

## Związki zbliżone do poliandrii
Istnieją zwyczaje małżeńskie i około-małżeńskie, które trudno jednoznacznie zakwalifikować jako poliandrię, ale są jej bliskie:
- kobieta zawiera drugorzędne małżeństwo, nie rozwiązując pierwszego, a po jakimś czasie ewentualnie kolejne drugorzędne nie rozwiązując poprzednich. Sytuacja może powstać między innymi gdy w danej społeczności nie praktykuje się rozwodów, a więzi z byłymi małżonkami są po części zachowywane, niekiedy też odnawiane. Podobnie mężczyzna może mieć w tych okolicznościach kilka drugorzędnych żon, które na zmianę zamieszkują w jego domostwie.
- sytuacja kiedy nie jest jasne czy drugi mężczyzna jest dla kobiety kolejnym mężem czy tylko kolejnym partnerem – oficjalnym kochankiem.
- sytuacja kiedy kobieta żyje w związku z kilkoma mężczyznami bez zawarcia małżeństwa (czyli jej związki nie są usankcjonowane przez społeczność) – aby dokonać rozróżnienia w takim przypadku mówi się czasami o wielomężczyznostwie (poliandria właściwa to wielomężostwo) lub poliandrii nieformalnej albo prawie poliandrii. Wielomężczyznostwo spotyka(ło) się w komunach, ruchach utopijnych, wśród hipisów i na przestrzeni dziejów wszędzie tam, gdzie kobieta była skłonna wejść we względnie stabilne związki z więcej niż jednym mężczyzną, a mężczyźni byli skłonni uzgodnić pomiędzy sobą wspólne bycie z taką kobietą (zob. też ménage à trois). Zdarzało się tak także wówczas gdy większa liczba mężczyzn przebywała w danym miejscu (w celach zarobkowych – np. drwale, górnicy) i godzili się oni dzielić mniejszą liczbą kobiet. Inna, podobna sytuacja to gdy w okresie wojny mężczyzna opuszcza żonę, która w tym czasie wiąże się z młodszym lub z dużo starszym mężczyzną, a po powrocie z wojny pierwszy mąż dołącza do nich.
- sytuacja kiedy kobieta ma obowiązek zaopiekować się mężczyzną owdowiałym po siostrze (szczególnie gdy nie jest zamożny, jest nieporadny lub pozostał bez wsparcia krewnych).

## Kwestie ojcostwa
W dziedzinie ojcostwa wobec potomstwa znane są różne przypadki rozwiązania kwestii jego ustalenia, od braku rozstrzygania tej kwestii, poprzez przypisanie każdego dziecka do jednego z mężów matki na zasadzie arbitralnej po uznanie wszystkich dzieci za potomstwo najstarszego lub najważniejszego z mężów.

## Kultury praktykujące poliandrię

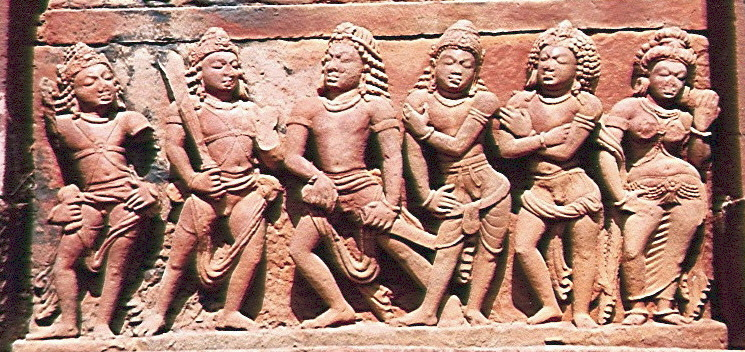
Indyjska Draupadi ze swoimi pięcioma mężami (Pandawami).

Poliandria spotykana jest (lub odpowiednio była) w wybranych regionach na wielu kontynentach świata:
- szczególnie w niektórych regionach Azji – przede wszystkim na obszarze himalajskim, tybetańskim i cejlońskim: wśród zróżnicowanych społeczności regionu Tybetu (zob. poliandria w Tybecie) i Himalajów (północne Indie: Khasowie, Jaunsarowie, Dardowie, Ladakhijczycy, do niedawna u ludu Dafla; Nepal: Nyinba, Szerpowie, Manangbasowie, Baragaunlesowie, Lepcza; Chiny: Tybetańczycy); na południu Indii (Toda, Thandanowie, Kammalanie); na Cejlonie (Syngalezi, Kandyjczycy). Poza tym w górskim plemieniu Tu-la z terenów Laosu oraz dawniej prawdopodobnie Ajnowie[2] z Sachalinu i Wysp Kurylskich.
- na wyspach Pacyfiku: wśród mieszkańców archipelagu Markizy na Oceanie Spokojnym, wyspy Rarotonga, Takume oraz wyspy Nowa Irlandia z Archipelagu Bismarcka; w Australii u plemienia Wakelbura (środkowe tereny dzisiejszego stanu Queensland).
- w Ameryce Północnej – wśród takich ludów jak Szoszoni, dawniej: Pajuci, Paunisi, Pawiotso, Tlingici; Kaska (zob. rodzime kultury Ameryki); niektórych społeczności eskimoskich: między innymi Eskimosi z północnej Alaski, mieszkańcy Wysp Aleuckich (Unalaska).
- w Ameryce Południowej – u Janomamów Shirishana z terenów Brazylii, Kaingangów z południowej Brazylii i Waurów ze środkowej Brazylii, Kolla z Andów na terenie południowego Peru i Boliwii, Rukujenów z gór Tumuc-Humac na pograniczu Brazylii i Gujany, dawniej też: Tupi-Kawahipabo, Poya, Aweikoma.
- w Afryce[3] między innymi wśród: Lele, Dinga, Pende i Bunda z terenów Konga; poliandria bywała też akceptowana wśród Guanczów na niektórych spośród Wysp Kanaryjskich.

Społeczności, w których praktykowana jest poliandria, nie są liczebnie duże. Liczą sobie od około kilkuset osób (np. Todowie) do około 80 tysięcy (np. Khasowie). W sumie szacuje się, że zjawisko dotyczy co najmniej ponad 30. współczesnych społeczności i w żadnym z przypadków poliandria nie jest zgodna z miejscowym prawem.
Historycznie poliandria była też praktykowana w niektórych kulturach Europy i Bliskiego Wschodu: w Sumerze (najstarsze jej świadectwa pochodzą z około 2900 roku p.n.e.); niekiedy w greckiej Sparcie; w Brytanii (chodzi o Brytów z okresu, kiedy zachowywali oni jeszcze swoje stare zwyczaje); wśród Medów (sąsiadujących z Persami i później przez nich podbitych). Także na Rusi, u Arabów w czasach przed powstaniem i rozniesieniem się Islamu (tzw. małżeństwo połączone – Nikah Ijtimah) i u autochtonów dzisiejszego Turkmenistanu.
W różnych częściach świata, tradycyjne, rodzime kultury uległy znacznym przemianom lub zostały całkowicie zniszczone (trend ten dotyka też przypadków poliandrii współcześnie) dlatego też trudno oszacować jak często poliandria mogła występować, na przestrzeni dziejów, w przeszłości.
Współczesna kultura zachodnia wyklucza poliandrię – prawodawstwo uznaje wspólne bycie z jedną kobietą w związku małżeńskim za bezprawie. Kobiecie, która ma męża, a chciała by się ponadto związać z drugim mężczyzną nie oferuje się nic poza koniecznością wyboru. Z drugiej strony mężczyznom w takiej sytuacji proponuje się jedynie walkę o zagarnięcie kobiety na wyłączność. Tym niemniej różne formy małżeńskie stają się coraz częściej przedmiotem debat – przykładowo szwedzki parlament dyskutował projekt dopuszczenia między innymi poliandrii.

## Możliwe przyczyny poliandrii
Można wskazać wiele przyczyn występowania poliandrii – mogą to być powody lub motywacje mające podłoże gospodarcze, społeczne, demograficzne, seksualne, osobiste, i inne, np.:
- chwiejność (labilność) liczebnej równowagi płci – Mimo względnej równowagi płci w społeczeństwach często występuje labilność (chwiejność) liczebnej równowagi płci – poliandria występuje w naturalny i oczywisty sposób tam gdzie w społeczności jest mniej kobiet niż mężczyzn. Uzupełniana też jest wówczas równolegle innymi formami małżeńskimi, na przykład małżeństwami multilateralnymi (w tej odmianie gdzie liczba współmężów jest większa niż liczba współżon). Bywa i tak, że poliandria uzupełnia dominującą w społeczności poligynię, skutkiem której dla wielu mężczyzn brakuje kobiet. Choć obecnie obserwuje się pewną przewagę liczebną kobiet, to w przeszłości mogło być odwrotne – jest to jeden z prawdopodobnych powodów, dla których poliandria w zamierzchłych czasach mogła występować częściej niż się obecnie przyjmuje.
- zróżnicowanie płci – mężczyźni są zwykle bardziej aktywni w sferze gospodarczej (uprawa ziemi, wypas zwierząt, polowania, handel), bywa, że częściej podróżują, podejmują działania związane z wojowaniem i obronnością; z drugiej strony kobiety bywają mniej mobilne – z racji ciąży, rodzenia, połogu i opieki nad potomstwem mają większą skłonność do przebywania w jednym miejscu. Wybranie monogamii skutkuje nieobecnością męża w domostwie, często przez długie okresy, przez co kobiecie i jej potomstwu trudniej wówczas żyć bez wsparcia; w przypadku poliandrii gdy jeden mąż pozostaje w domostwie drugi może w tym czasie spokojnie pracować poza domem.
- synergia wynikająca ze współpracy kilku mężczyzn w jednym domostwie – bywa, że jeden mężczyzna nie jest w stanie wypracować odpowiedniej ilości zasobów, lepsze oparcie rodzinie zapewniają zsumowane zasoby wypracowane przez kilku mężczyzn (powód brany pod uwagę szczególnie tam gdzie dość wyraźnie widać, że domostwa prowadzone przez parę monogamiczną są uboższe od domostw prowadzonych przez małżeństwa poliandryczne)[10]. Istotnie poliandria ma między innymi miejsce wśród ludów zamieszkujących obszary o niekorzystnych warunkach przyrodniczych, np. u niektórych plemion eskimoskich, indiańskich (np. Szoszonów) i w Tybecie, gdzie tylko praca kilku mężczyzn jest w stanie zapewnić rodzinie utrzymanie. Poliandria występuje także w niektórych społecznościach afrykańskich (Bahimowie), obok monogamii i poligynii, w przypadku gdy opłata za żonę jest zbyt wysoka dla biedniejszych członków społeczności – możliwy jest wtedy związek grupy mężczyzn z jedną kobietą.
- unikanie rozdrobnienia dziedziczonych dóbr – powód występujący szczególnie w społecznościach żyjących z rolnictwa (dzielenie uprawnej ziemi przekazywanej przez ojca synom prowadzi do sytuacji kiedy części stają się tak małe, że nie wystarczają już na to by być podstawą wyżywienia nawet małej rodziny). Poliandria braterska sprawia, że wszyscy bracia pozostają w domostwie rodziców i gospodarują, razem z wspólną żoną, niepodzieloną ziemią[11].
- unikanie nadmiernego przyrostu naturalnego – powód najczęściej wskazywany przez etologów: w górach i na mniejszych wyspach taki przyrost szybko doprowadziłby do głodu i zniweczyłby całe życie społeczne lub zmusiłby mieszkańców do migracji (jednak także na obszarach rozległych i żyznych brak poliandrii prowadzi do wzrostu ludności, przeludnienia a skutkiem tego do degradacji środowiska naturalnego i do konfliktów wojennych – efekt taki przyniosły kultury Europy i Chin ze swoją polityką ekspansji i budowania potęgi liczebnej). Gdy kilku mężczyzn ma za żonę jedną i tę samą kobietę, w ich związku rodzi się mniej dzieci niż gdyby każdy z nich założył własną rodzinę. Istotnie o tym ile rodzi się dzieci w danej grupie społecznej decyduje liczba kobiet w wieku rozrodczym (a nie liczba mężczyzn). Jeśli odrzucimy stosowanie antykoncepcji i aborcji to przyrost naturalny nie wystąpi tylko wówczas jeśli liczba kobiet jest ograniczona i względnie stała. Jeśli jednak wszyscy mężczyźni mają mieć udział w posiadaniu potomstwa (jeśli nie poprzez rodzicielstwo genetyczne to przynajmniej przez społeczne) to poliandria jest wówczas lepszym rozwiązaniem niż celibat pewnej części społeczeństwa. Faktycznie poliandrię spotyka się np. w ślepo zakończonych dolinach himalajskich, gdzie nie ma możliwości rozprzestrzeniania się i jakikolwiek przyrost naturalny nie powinien istnieć – co zdaniem etologów stanowi krańcową formę dopasowania etologicznego[12] (zob. poliandria w Tybecie).
- szukanie pełnego zaspokojenia seksualnego i emocjonalnego – w myśl patriarchalizmu, kobiecie może i musi wystarczyć tylko jeden mężczyzna. Poliandria daje jej wówczas usankcjonowaną społecznie możliwość urozmaicenia swego życia seksualnego i emocjonalnego. Stanowi też lepszą alternatywę wobec rozbijania dotychczasowych małżeństw czy utrzymywania potajemnych kochanków. Za poliandrią mogą się więc opowiadać kobiety o silnym popędzie seksualnym, dużej atrakcyjności albo o dużych zasobach ekonomicznych. Przykładowo u Szoszonów zamożna kobieta może poślubić drugiego mężczyznę.

## Kontekst biologiczny
Francuski biolog i ekolog ewolucyjny Thierry Lodé, nawiązując do konfliktu płci, doszukuje się możliwych wyjaśnień poliandrii (jako strategii reprodukcji występującej w naturze) we współzawodnictwie pierwiastka męskiego i unikaniu chowu wsobnego – czyli dzięki poliandrii:
- łatwiej zapewnić sukces reprodukcyjny (to znaczy jest bardziej prawdopodobne wydanie potomstwa przez osobnika płci żeńskiej).
- osobnik płci żeńskiej może doprowadzić do współzawodnictwa plemników męskich po kopulacji
- różne odmiany plemników mogą wprowadzić więcej zmienności do cech potomstwa jakie wyda osobnik płci żeńskiej (taka sytuacja wydaje się mieć miejsce w przypadku pszczół – pszczoły zrodzone z różnych odmian spermy spełniają znakomicie różne role w pojedynczym ulu co przynosi korzyść dla ula jako całości)
- osobniki płci żeńskiej mogą otrzymać oferty pożywienia od kilku potencjalnych partnerów (którzy w ten sposób zachęcają do kopulacji)
- nie można ustalić ojcostwa potomstwa co może być korzystne, gdyż zachęca osobniki męskie do opieki rodzicielskiej nad potomstwem (jednocześnie zniechęcając do dzieciobójstwa).

Poliandria jako sposób kojarzenia płciowego występuje między innymi u pszczół, niektórych gatunków koników polnych, żab, u o około 1% ptaków, wśród niektórych ryb (iglicznia), tchórzy i innych łasicowatych, marmozetów. Badania wskazują, że poliandria stanowi też zasadniczą strukturę społeczną w podrodzinie Callitrichidae małp szerokonosych.
Hipoteza poligamicznych skłonności u kobiet ma oparcie w kobiecej skłonności do przeżywania orgazmu wielokrotnego, co miałoby ułatwiać seks z kilkoma partnerami naraz, oraz w fakcie, że mężczyzna posiada stosunkowo duże jądra dzięki czemu wytwarza stosunkowo dużą ilość plemników, w tym również niepełnowartościowych, których funkcja może polegać tylko na utrudnieniu zapłodnienia plemnikom pochodzącym od innego mężczyzny.
Poliandria u naczelnych i innych ssaków jest zwykle skorelowana ze zredukowanym lub odwrotnym dymorfizmem płciowym – to znaczy samice są większe niż samce (choć wiele ptaków drapieżnych, które odznacza się dymorfizmem odwrotnym przejawia monogamię). Jednak u gatunku ludzkiego (podobnie jak i u większości naczelnych) nie występuje dymorfizm odwrotny, lecz zwykły (co objawia się między innymi tym, że osobniki płci męskiej są nieco większe niż osobniki płci żeńskiej) a dymorfizm taki koreluje z poligynią, a nie z poliandrią. Dlatego pomijając czynniki kulturowe, poliandrię u ludzi, na gruncie socjobiologii czy etologii tłumaczy się głównie wskazując na to, że jest ona pewnym przypadkiem adaptacji do szczególnych warunków środowiskowych.